# 위니아
위니아(Winia, 위니아)는 대한민국의 전자 기업이다. 주로 가정용 제품인 에어컨 및 김치냉장고를 출시한다. 산하 브랜드는 위니아와 딤채, 프라우드이다.

## 주요 제품
- 에어컨
- 김치냉장고
- 텔레비전
- 전기주전자
- 드럼세탁기

## 사건

### 먹튀
CVC는 위니아만도 지금 100%를 보유중인 가운데 매각주간사로 선정하여 위니아만도 지분을 매각하는 작업에 착수하였다. CVC는 1999년 UBS와 컨소시엄을 구성하여 만도기계를 1251억에 인수하였다. 관계자는 "UBS-CVC UBS-CVC 컨소시엄은 2001~ 2005년까지 2번 유상감자로 1350억, 3번 배당으로 722억으로 총 2070억을 회수하였다.컨소시엄이 2000억 당기순이익을 기록하였지만, 기술개발·영업확대를 위한 재투자가 거의 이루어지지 않았다" 라고 밝혔다. 결국 2007~ 2008년 2번에 위니아만도는 1000억 순손실을 기록하며 적자 늪에 빠졌다. 이에 2009년 생산직 근로자 절반 220명을 정리해고 하는 상황에 이르렀다. 구조조정 결과로 위니아만도는 2009년 17억 당기순이익을 내며 가까스로 흑자로 돌아섰다. 회사규모를 가늠하는 매출은 약 10년에 걸쳐 1/3으로 줄었다. 2002년에는 8579억에 달하였지만, 2005년에는 4267, 2008년부터는 3000억 안팎에 머물러 있다. 지금 현재 점유율은 40% 아래로 떨어져있다. CVC 실제 수익률은 2005년 UBS로부터 위니아만도 나머지 지분을 얼마나 인수하였느냐에 따라 달라진다. CVC가 1999년부터 위니아만도 지분을 전량 인수하였다고 가정할 때 연평균 8.6% 수준이다. 업계에서는 "IMF 외환위기 당시 한국회사가 어려워진 상황에서 외국계 자본들이 기업 가치를 높여 이익을 챙기기 보다는 곳간에 쌓인 곡식만 빼먹고 빈 곳간 열쇠를 팔러다닌다."라는 의견이 이어지자, 회사는 "노동조합 측에서 일방적으로 이야기하였다. 주주는 10년 넘게 회사와 함께하며 의무를 다하였다" 며 '먹튀' 논란을 부인하였다. 외국 JB 관계자는 "아직 CVC 위니아만도 인수를 하겠다는 의향을 밝힌 곳은 없다. 매각작업이 쉽지는 않다" 라고 밝혔다.

### 하도급대금
2015년 4월 28일 공정거래위원회는 김치냉장고 제조를 위탁한 후 납품 품목에 단가 변경을 하며 일방적으로 단가 적용일을 합의일보다 소급적용하여 부당하게 하도급대금을 감액한 ㈜대유위니아에 시정명령·과징금 3200만원을 부과하였다. 2010년 6월 ~ 2011년 11월까지 김치냉장고 신제품을 출시하면서 26개 수급사업자가 납품하는 품목에 생산성을 증가·가공기 재산정 사유로 단가를 변경하고, 단가 적용일을 합의일보다는 2달, 많게는 8달 동안 소급적용하였다. 이에 26개 수급사업자들은 하도급대금보다 3,300만원 적게 지급받았다. 단가합 성립 전에 위탁한 부분에 합의 내용을 소급하여 단가를 인하한 행위로서 법 제11조 제2항 제2호 규종을 위반한 부당한 하도급대금 감액행위에 해당한다. ㈜대유위니아는 2681만원을 수급업자에게 모두 지급하여 자진시정하였다. 공정거래 위원회는 "향후 동일한 사례 예방 효과를 기대할 수 있게 됐다. ㈜대유위니아가 법위반행위를 자진 시정하여, 법위반 금액이 크지 않아도 과징금까지 부과하여 하도급분야 법위반행위에 대하여 엄정대응하는 의지를 보여주었다" 라고 밝혔다.

### 화재
2016년 ~ 2021년까지 김치냉장고에서 발생한 화재 중 구형 위니아딤채 김치냉장고가 전체 화재중 80%를 차지한다. 이에 위니아딤채는 2020년 12월부터 자발적 리콜을 시행중인데, 리콜 과정에서 서비스지연·까다로운 보상정책으로 소비자들 불만이 높아지고 있다. 리콜을 진행하면서 50건 화재가 추가로 발생하여 우려가 야기되고 있다. 2021년 5월 13일 전북 전주 아파트에서 리콜대상 위니아딤채 김치냉장고가 화재를 일으켜 주민 24명이 구조됐다. 1700만원 재산피해·30명이 대피하는 일이 벌어졌다. 소방당국은 "아직도 위니아딤채 김치냉장고 리콜 여부를 모르는 소비자가 많아 유사한 화재가 계속되고 있다. 반드시 리콜 받기를 권고한다." 라고 밝혔다. 2021년 5월 22일 새벽 2시 서울 광진구 자양동 15층 아파트 9층에서 화재가 발생하여 주민들이 대피하였다. 발생 30분만에 진압됐지만, 5명이 연기를 들이마셔 치료를 받았다. 원인은 주방 베란다실에 있는 舊 위니아딤채 김치냉장고가 화재가 시작됐다고 보고 소방당국은 원인을 조사중이다. 화재원인은 부품 전기회로에 도전로가 형성되면서 발화하는 현상이다. 관계자는 "김치냉장고는 24시간 작동되는 가전제품이라서 안전한 사용을 위하여 정기적인 안전점검·관리가 무엇보다 중요하다. 위니아딤채는 고객 안전을 최우선으로 노후 김치냉장고 리콜이 조속히 완료되도록 정부 지자체·유관부서 적극적인 협력을 통하여 최선 노력을 다하겠다" 라고 해명하였다.

### 회계위반
2021년 1월 28일 금융위원회 증권선물위원회에 따르면 위니아딤채는 2015~ 2018년 6개 정기보곳 회계처리 기준을 위반하여 행정조치를 받았다. 기업공개 과정에서 회계기주니을 위반한 증권신고를 작성하였다는 지적을 받았다. 이에 박성현 現 위니아전자 사장에 과징금 1000만원을 부과하여 버인에 대한 과징금은 2월 금융위원회 회의에서 결정된다. 박 前 대표·법인을 대검찰청에 통보하여 수사를 의뢰하고, 담당 임원 해임을 권고하였다. 삼일회계법인에도 3억 과징금을 통보하고, 위니아딤채 대상 업무제한·공인회계사 제재 조치가 내려졌다. 금융당국은 위니아딤채가 '밀어내기식'으로 매출을 부풀렸다고 판단한다. 협력업체 공급과정에서 재고관리로 반품·교환수량을 조장하여 상환과정을 원가 부풀리기로 회계기준을 임의로 조직하였다는 설명이다. 연도·보고서별 과대계상 금액은 15년 236억, 16년 107어게, 17년 150억, 18년 151억 (1분기), 162억 (반기) 175억 (3분기)이다. 홈페이지에 공개하며 "모든 조사에 성실히 임하고, 지적된 사안은 모두 조치됐다" 라고 밝혔다.

### 하청업체
위니아딤채는 2005년 9월 이전 제품 278만대를 무상리콜하면서 고객에게 돈을 받지 않고 있다. 회사가 수리를 하지만 AS는 자회사 위니아에이드가 맡아 하청 수리센터로, 각 지역 하청 수리센터로 일감을 수어 수리센터는 서비스 기사들에게 일을 제공한다. 고객은 58,000원을 지불하지만, 수수료·부품값을 빼면 수리기사 몫은 30,000원이다. 그러나 무상 리콜은 고객이 돈을 지불하지 않고, 위니아에이드가 돈을 지불하는데 돈이 14,000원이다. 그래서 AS 한 건당 수리기사들이 20,000원씩 손해를 보는 구조이다. 수리기사는 "차이 나는 금액인 20,000원 정도를 서비스 기사가 손해를 보는 형국이다. 말로만 무상 리콜이지, 기사들에게는 지옥 문이라고 볼 수 있습니다. 한 시간 간격으로 배정이 되는데 임의로 거부·취소할 수 없습니다. 끝내야만 한 건이 없어집니다." 라고 밝혔다. 위니아 수리기사 700명은 하청업체 정규직 직원이었다. 그러나 위니아에드가 수리비 지급 방식을 바꾸면서 수리기사들에게 사표를 요구하여 밀어냈다. 한 명이 사표를 제출하지 않자 하청센터는 폐업하였다. 결국 전원 개인사업자가 됐지만, 회사 지시에 따라 일하는 노동자들이다. 하청업체들은 수리기사들 4대 보험·퇴직금 비용을 줄이며, 해고를 쉽게 하였다. 이에 위니아에이드는 "수리기사들이 받는 금액·고용 형태는 협력사와 수리기사들 계약이라 우리는 알 수 없다" 라고 해명하였다.

## 법원의 회생절차
2023년 10월 23일 법원의 회생절차를 밟게 되었다.